# Thakre
Thakre (en népalais : थाक्रे) est une municipalité rurale du Népal située dans le district de Dhading. Au recensement de 2011, elle comptait 32 914 habitants.
Elle regroupe les anciens comités de développement villageois de Thakre, Tasarphu, Bhumesthan, Kebalpur et une partie de Goganpani.